# Neuroxena
Neuroxena é um género de traça pertencente à família Arctiidae.